# دولة مرتبطة
الدولة المرتبطة هي الشريك الثانوي في علاقة رسمية حرة بين إقليم سياسي بدرجة الدولة والأمة، والتي لا تتبنى أي مصطلح آخر محدد مثل المحمية.
ترد تفاصيل هذا الارتباط الحر في قرار الجمعية العامة للأمم المتحدة رقم 1451 (د-15) المبدأ السادس منه، واتفاق الارتباط الحر أو قانون الدولة المرتبطة، وتكون هذه التفاصيل خاصة بالدول المعنية. ترد تفاصيل ترتيب الارتباط الحر في العديد من الوثائق في حالة جزر كوك ونييوي، مثل دساتيرها الشخصية، وتبادل رسائل عام 1983 بين حكومتي نيوزيلندا وجزر كوك، وإعلان الذكرى المئوية المشتركة في عام 2001. يمكن وصف الدول المرتبطة الحرة بأنها مستقلة أو غير مستقلة، ولكن الارتباط الحر ليس مؤهلاً لحالة أو دولة الكيان السياسي كموضوع للقانون الدولي.
يعتبر بعض العلماء أن أحد أشكال الارتباط القائمة على الحماية المعتدلة وتفويض السيادة سمة مميزة للدويلات ذات التعداد السكاني القليل.
الفدرالية، وهي نوع من أنواع الحكومة تتمتع فيها وحدة واحدة على الأقل من الوحدات الفرعية في دولة موحدة مختلفة بالحكم الذاتي مثل وحدة فرعية داخل الاتحاد الفدرالي، وتشبه دولة مرتبطة تتمتع فيها الوحدة الفرعية باستقلال كبير في القضايا الداخلية باستثناء الشؤون الخارجية والدفاع، ويُعتبر وضعًا مختلفًا تمامًا من ناحية القانون الدولي لأن الوحدات الفرعية ليست كيانات دولية مستقلة وليس لها حق محتمل في الاستقلال.

## أصل المفهوم
استُخدم مفهوم الدولة المرتبطة في الأصل للإشارة إلى الترتيبات التي منحت فيها القوى الغربية درجة (محدودة أحيانًا جدًا) من الحكم الذاتي على بعض ممتلكاتها الاستعمارية بعد نهاية الحرب العالمية الثانية. عُيِّنت الأراضي الاستعمارية الفرنسية في فيتنام وكمبوديا ولاوس «دولًا مرتبطة» داخل الاتحاد الفرنسي المنشأ حديثًا بعد فترة وجيزة من انتهاء الحرب. أعطى هذا الترتيب السيادة الداخلية الاسمية لهذه البلدان، ولكنه خصص لفرنسا السيطرة الفعلية على العلاقات الخارجية والأنشطة العسكرية والقضائية والإدارية والاقتصادية.
امتد مفهوم الدولة المرتبطة بموجب الدستور الفرنسي لعام 1946 تلقائيًا ووفقًا لبعض الفقهاء الفرنسيين ليشمل مناطق المغرب العربي وتونس والتي كانت حينها محمية فرنسية. لم يصبح المغرب أو تونس جزءًا من الاتحاد الفرنسي على الرغم من هذا الامتداد على عكس نظرائهم في جنوب شرق آسيا. وُصف مفهوم الدولة المرتبطة كما هو مطبق على الممتلكات الاستعمارية الفرنسية السابقة بأنه «استعماري جديد» لأنه لم يمنحها سيادة داخلية أو خارجية حقيقية. أصبحت جميع الدول المرتبطة المذكورة أعلاه دولًا مستقلة تمامًا.
عُرِّفت بورتوريكو بأنها «دولة حرة مرتبطة» في دستورها لعام 1952، ولكنها ما تزال أراضِ تابعة للولايات المتحدة. خضعت بورتوريكو للدستور الأمريكي في بعض المجالات مثل الشؤون الخارجية أو الدفاع أثناء ممارسة الحكم الذاتي الداخلي الكبير، وبالتالي لم تُعتبر دولة مرتبطة بالكامل بموجب القانون الدولي أو الأمريكي.

## الدول المرتبطة رسميًا حاليًا
تطغى على جزر كوك ونييوي حالة «الحكم الذاتي في ارتباط حر». لم تستطع نيوزيلندا سن تشريعات عليهما، واعتُبرتا –في بعض الحالات- دولًا ذات سيادة. يتفاعل كلاهما في العلاقات الخارجية كدول ذات سيادة، وسُمح لهما بالتوقيع كدولة في معاهدات وهيئات الأمم المتحدة. لا تعتبرهم نيوزيلندا دولًا ذات سيادة دستورية نظرًا لاستمرار استخدامهم للجنسية النيوزيلندية. أنشأ كلاهما نظم الجنسية والهجرة الخاصة بهما.
ترتبط ولايات ميكرونيزيا الموحدة (منذ عام 1986) وجزر مارشال (منذ عام 1986) وبالاو (منذ عام 1994) بالولايات المتحدة بموجب ما يُعرف باسم «اتفاق الارتباط الحر» مما يمنح الدول السيادة الدولية والسيطرة النهائية على أراضيهم. وافقت حكومات تلك المناطق على السماح للولايات المتحدة بتوفير الدفاع، تمول الحكومة الفيدرالية الأمريكية المنح والوصول إلى الخدمات الاجتماعية الأمريكية لمواطني هذه المناطق. تستفيد الولايات المتحدة من قدرتها على استخدام الجزر كقواعد عسكرية إستراتيجية.

## الدول المرتبطة السابقة
وُجدت رابطة رسمية بموجب قانون الدولة المرتبطة لعام 1967 بين المملكة المتحدة والولايات المتحدة الستة في جزر الهند الغربية. كانت هذه المستعمرات البريطانية السابقة في منطقة البحر الكاريبي: جزيرة أنتيغوا (1967-1981) وجزيرة دومينيكا (1967-1978) وغرينادا (1967-1974) وسانت كريستوفر-نيفيس-أنغويلا (1967-1983) وسانت لوسيا (1967-1979) وسانت فنسنت (1969-1979). كان لكل ولاية حكم ذاتي داخلي بموجب هذا الترتيب، ولكن المملكة المتحدة احتفظت بمسؤوليتها عن العلاقات الخارجية والدفاع.
لم تحدد الأمم المتحدة أبدًا ما إذا كانت هذه الدول المرتبطة قد حققت قدرًا كاملاً من الحكم الذاتي بالمعنى المقصود في ميثاق الأمم المتحدة وقرارات الجمعية العامة. طلبت جميع الدول المرتبطة السابقة الستة ومُنحت الاستقلال الكامل خلال بضع سنوات بعد إنشاء حالة الدولة المرتبطة باستثناء إقليم أنغويلا داخل اتحاد سانت كيتس-نيفيس-أنغويلا السابق، والذي انفصل عن الدولة المرتبطة قبل الاستقلال وبقي الإقليم التابع للمملكة المتحدة.
أعلنت جمهورية تتارستان السوفييتية -التي تتمتع بالحكم الذاتي- نفسها بأنها «دولة ذات سيادة» و«موضوع القانون الدولي» قبل وقت قصير من تفكك الاتحاد السوفييتي. دخلت تتارستان والاتحاد الروسي الذي تشكل مؤخرًا في معاهدة في عام 1994 التي تنص على أن تتارستان كانت «مرتبطة» بالاتحاد الروسي (بدلاً من أن تكون جزءًا لا يتجزأ منه). فوضت حكومة تتارستان بعض السلطات من خلال الاتفاق (مثل بعض العلاقات الخارجية والدفاع) إلى روسيا. ينظر بعض المعلقين إلى التغييرات التي أُدخلت على دستور تتارستان في عام 2002 على أنها تغيير جذري لهذه العلاقة، إذ تمثّل تتارستان الآن جزءًا أساسيًا من روسيا.

## الدول المرتبطة المقترحة
صوتت توكيلاو (إقليم تابع لنيوزيلندا) على استفتاء في فبراير في عام 2006 لتحديد ما إذا كانت تريد أن تظل إقليمًا تابعًا لنيوزيلندا أو أن تصبح الدولة الثالثة في ارتباط حر مع نيوزيلندا (بعد جزر كوك ونييوي). اختار أغلب الناخبين الارتباط الحر، إلا أن التصويت لم يزد عن عتبة الثلثين اللازمة للموافقة. أسفر الاستفتاء الذي تكرر في أكتوبر في عام 2007 تحت إشراف الأمم المتحدة عن نتائج مماثلة، إذ لم ينل موافقة الارتباط الحر المقترح بنسبة 16 صوتًا.
(أعلنت جمهوريات معترف بها جزئيًا انفصلت عن جمهوريتي جورجيا ومولدوفا التأسيسيتين السابقتين التابعتين لاتحاد الجمهوريات الاشتراكية السوفياتية)، وتعتزم كلًا من حكومتي أبخازيا وترانسنيستريا بعد الاعتراف باستقلالهما ليصبحا دولتين مرتبطتين بالاتحاد الروسي وفقًا لتصريحات مسؤولي الدولتين. حدث استفتاء في ترانسنيستريا في سبتمبر في عام 2006 حيث أُعطيت الموافقة على الانفصال عن مولدوفا والارتباط الحر المستقبلي مع روسيا بنتيجة 97% على الرغم من عدم الاعتراف الدولي بنتائج الاستفتاء.

## علاقات مماثلة أخرى
توجد مواقف أخرى تتمتع فيها إحدى الدول بالسلطة على وحدة سياسية أخرى. يمثل الإقليم التابع مثالاً على ذلك حيث يكون للمنطقة نظام سياسي خاص بها، وغالبًا ما يكون لديها حكم ذاتي داخلي ولكنها لا تملك سيادة شاملة. تتنازل بعض الدول ذات السيادة عن بعض السلطة لدول أخرى، وغالبًا بما يخص الشؤون الخارجية والدفاع في شكل منفصل من الارتباط.

## الدول التي تنازلت سابقًا عن السلطة لدولة أخرى
أصبحت أيسلندا، التي كانت في السابق جزءًا من مملكة الدنمارك، دولة ذات سيادة اسمية في عام 1918، وظلت في اتحاد شخصي مع التاج الدنماركي واستمرت في اتباع سياسة خارجية مشتركة مع الدنمارك حتى عام 1944 عندما أصبحت مستقلة تمامًا.
وافقت مملكة بوتان، وهي محمية سابقة للهند البريطاني، في معاهدة عام 1949 على السماح لدولة الهند التي أُنشئت مؤخرًا بتوجيه علاقاتها الخارجية في شكل منفصل نسبيًا عن الارتباط، مما أدى إلى وصف بوتان أحيانًا بأنها «دولة محمية». جُددت هذه العلاقة في معاهدة عام 2007 حيث أُلغي الحكم الذي يشترط على مملكة بوتان قبول توجيهات الهند بشأن السياسة الخارجية.

## الدويلات كدول محمية حديثة
يمكن اعتبار وجود علاقة حرة قائمة على أساس تفويض السيادة والحماية المعتدلة سمة مميزة للدويلات. عرَّف دوميينسكي الدويلات في عام 2014 بأنها «دول محمية حديثة مثل الدول ذات السيادة التي تمكنت من نقل سمات معينة من السيادة من جانب واحد إلى قوى أكبر مقابل حماية معتدلة من قدرتها السياسية والاقتصادية على الصمود ضد القيود الجغرافية أو الديموغرافية». يسمح اعتماد هذا النهج بفصل الدويلات عن كل من الدول الصغيرة والحكم الذاتي أو التبعيات. تشمل الدويلات التي تُفهم على أنها دول محمية حديثة كل من دويلة ليختنشتاين أو سان مارينو أو موناكو أو مدينة الفاتيكان أو أندورا أو نييوي أو جزر كوك أو بالاو.